# WinDiff
WinDiff er et grafisk værktøj til sammenligning af filer udgivet af Microsoft. Programmet distribueres både med visse versioner af Microsoft Visual Studio og som kildekode med Platform SDK'ets kodeeksempler. WinDiff kan ikke læse filer hvis navne består af tegn som ikke er 7-bit ASCII.